# Siliștea Crucii
Siliștea Crucii là một xã thuộc hạt Dolj, România. Dân số thời điểm năm 2002 là 1848 người.